# Sofia Depassier
Sofía Nieves Depassier Sepúlveda (sinh ngày 4 tháng 3 năm 1998). là một người mẫu và hoa hậu người Chile đã chiến thắng cuộc thi Hoa hậu Hoàn vũ Chile 2022. Cô đại diện cho Chile tại cuộc thi Hoa hậu Hoàn vũ 2022. Năm 2024 cô tiếp tục đại diện Chile tại Hoa hậu Sắc đẹp Quốc tế 2024 được tổ chức tại Việt Nam.

## Tiểu sử
Depassier sinh ra và lớn lên ở Santiago. Nó hiện có trụ sở tại Miami, Hoa Kỳ, vì nó đại diện cho Cộng đồng người nước ngoài. Cô là một người mẫu, người đẹp và diễn viên chuyên nghiệp. Không phải là một người ngoài cuộc trong thế giới cuộc thi sắc đẹp, cô đã tham gia Hoa hậu Thiếu niên Nam Florida 2004, nơi cô được trao giải Hoa hậu ăn ảnh.

## Các cuộc thi sắc đẹp

### Hoa hậu Hoàn vũ Chile 2020
Vào ngày 20 tháng 11 năm 2020, Depassier bắt đầu sự nghiệp thi hoa hậu của mình vào năm 2020 sau khi được chọn làm đại diện của Cộng đồng nước ngoài trong cuộc thi Hoa hậu Hoàn vũ Chile 2020. Sau khi được chọn là một trong 25 người vào bán kết, Depassier tiến vào một trong tám người vào chung kết. Tháng đó, cô thi đấu trong trận chung kết trực tiếp, nơi cô tiến vào top 4 trước khi được công bố là Á hậu 1 và cuối cùng thua người chiến thắng Daniela Nicolás de Copiapó.

### Hoa hậu Hoàn vũ Chile 2022
Ngày 25 tháng 6 năm 1998, Depassier trở lại cuộc thi sắc đẹp để tranh tài trong cuộc thi Hoa hậu Hoàn vũ Chile 2022. Vào cuối sự kiện, Depassier đã được trao vương miện bởi người giữ chức vô địch Antonia Figueroa.

### Hoa hậu Hoàn vũ 2022
Cô đại diện cho Chile tại cuộc thi Hoa hậu Hoàn vũ 2022. Tuy không lọt vào Top 16 nhưng cô đã giành được giải phụ Social Impact Award.

### Hoa hậu Sắc đẹp Quốc tế 2024
Ngày 16 tháng 8 năm 2023,   Depassier chính thức trở thành Hoa hậu Sắc đẹp Chile 2024 và tiếp tục đại diện quốc gia này tại Hoa hậu Sắc đẹp Quốc tế 2024 được tổ chức tại Việt Nam.